# Die drei Hochzeitsgäste

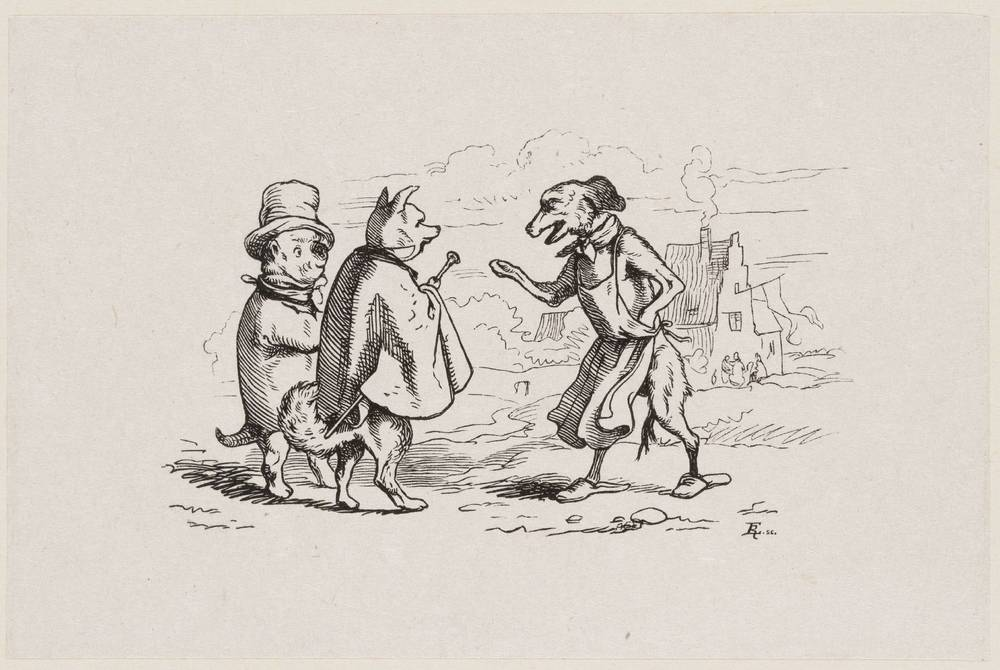
Holzschnitt, Ludwig Richter

Die drei Hochzeitsgäste ist ein Tiermärchen. Es steht in Ludwig Bechsteins Deutsches Märchenbuch an Stelle 25 (1845 Nr. 32).

## Inhalt
Drei Hunde wollen vom Festessen im Dorf abhaben, indem sie einzeln hingehen. Der erste wird gehauen, der zweite verbrüht. Keiner gibt es aber zu. Der erste sagt, „… es geht dort scharf her und muß einer hart und weich vertragen können!“, der zweite „… es geht dort heiß her und muß einer kalt und warm vertragen können!“ Der dritte will wenigstens noch mürben Kuchen erwischen, bekommt den Schwanz eingeklemmt, bis die Haut sich ablöst. Er sagt: „… es ging recht toll her und gab viel Mürbes, aber Haare lassen muß einer können.“

## Herkunft
Bechstein notiert: „Mündlich.“ Laut Hans-Jörg Uther ist die Quelle nicht zu ermitteln. Die Pointe liegt in den zweideutigen Ausflüchten. Zur Hochzeit wird „gesotten und gebraten“, vgl. Der redende Esel. Thematisch etwas ähnlich ist Bechsteins Des Hundes Not, oder Grimms Lieb und Leid teilen, Die Brosamen auf dem Tisch.
Ludwig Richter kommentierte sein Titelbild zum Deutschen Märchenbuch, wo neben Kindern auch ein Mops zuhört, vielleicht interessiere ihn die Geschichte von den drei Hochzeitsgästen.